# Bojangles (restaurante)
A Bojangles OpCo, LLC, empresa comercializada como Bojangles (conhecida como Bojangles' Famous Chicken 'n Biscuits até 2020), é uma cadeia regional americana de restaurantes de fast food especializada em frango frito temperado com Cajun e biscuits amanteigados, que atende principalmente o sudeste dos Estados Unidos. A empresa foi fundada em Charlotte, Carolina do Norte, em 1977, por Jack Fulk e Richard Thomas.
A Bojangles tem unidades em Honduras e restaurantes anteriormente franqueados na Ilha Grand Cayman, Jamaica, México e China. Em 2023, a empresa opera em 17 estados dos Estados Unidos (Alabama, Arkansas, Flórida, Geórgia, Illinois, Kentucky, Luisiana, Mississippi, Carolina do Norte, Carolina do Sul, Ohio, Pensilvânia, Tennessee, Texas, Virgínia e Virgínia Ocidental) com expansões planejadas para o Arizona, Califórnia, Nevada e Nova Jérsia. Seu estado natal, a Carolina do Norte, tem o maior número de estabelecimentos.

## Menu
Os restaurantes oferecem o cardápio completo durante todo o horário de funcionamento. Os sanduíches de café da manhã são o item predominante do café da manhã, incluindo o exclusivo biscoito de filé de frango cajun, bem como opções de presunto, ovo, queijo, bacon, salsicha e bife frito do campo. No almoço e no jantar, o item de assinatura é o frango frito com osso com uma variedade de acompanhamentos (chamados de “Fixin's”), incluindo batatas fritas, feijão pinto temperado com cajun, arroz sujo, Bo-tato Rounds (um tipo de hashbrowns), salada de repolho, feijão verde, macarrão com queijo, purê de batatas e grãos. Eles também oferecem filés de frango desossados conhecidos como “Chicken Supremes”, que são servidos com uma variedade de molhos, sanduíches de frango frito e grelhado, um sanduíche de peixe conhecido como “Bojangler” e várias saladas que podem ser cobertas com frango grelhado ou frito. As sobremesas incluem o biscuit Bo-Berry, que é um biscuit com mirtilos coberto com uma cobertura de açúcar, uma torta frita de batata-doce e biscoitos de canela. Ofertas sazonais e por tempo limitado também aparecem em alguns cardápios, como biscoitos de costeleta de porco. Em abril de 2024, o Bojangles adicionou e criou o Bo's Bird Dog, que apresenta um supremo de frango em um pão de cachorro-quente torrado.